# Mackenzie McDonald
Michael Mackenzie Lowe "Mackie" McDonald (n. 16 aprilie 1995) este un jucător profesionist american de tenis. Cea mai bună clasare a sa în clasamentul ATP la simplu este locul 39 mondial, la 21 august 2023, iar la dublu locul 59 mondial, la 22 mai 2023. A câștigat campionatele de tenis din Divizia I NCAA din 2016, atât la simplu, cât și la dublu.